# Maulkorb (Hundehaltung)

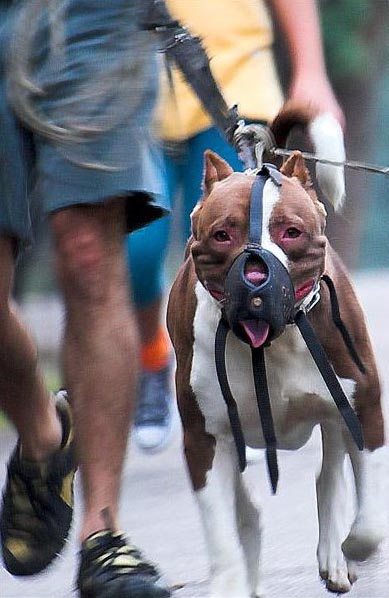
Pitbull mit Maulkorb

Ein Maulkorb (auch Beißkorb) ist ein Gegenstand, der bei Hunden den Einsatz des Mauls einschränkt, also insbesondere das Beißen verhindert.
Es gibt Riemen- oder Schlaufenmaulkörbe, Drahtgitterkonstruktionen und Ledermaulkörbe. Damit soll verhindert werden, dass der Hund Menschen oder Tiere beißt. Der Maulkorb wird dem Hund beispielsweise beim Ausführen oder beim Tierarztbesuch angelegt. Bei Diensthunden wird ein verstärkter Maulkorb eingesetzt, mit dem die dafür ausgebildeten Hunde den Täter oder Verdächtigen mittels Angriffen auf den Brust- oder Rückenbereich überwältigen.
Im Hundesport bei Windhundrennen ist ein großzügiger Maulkorb Pflicht.
Ein Maulkorb darf den Hund nicht übermäßig behindern: er muss so groß sein, dass der Hund hecheln und trinken kann, aber nicht so groß, dass der Hund trotzdem beißen kann. Ein zu enger Maulkorb ist – insbesondere wenn der Hund Belastungen ausgesetzt ist – gefährlich, da Hunde das Hecheln zur Regulierung der Körpertemperatur brauchen.

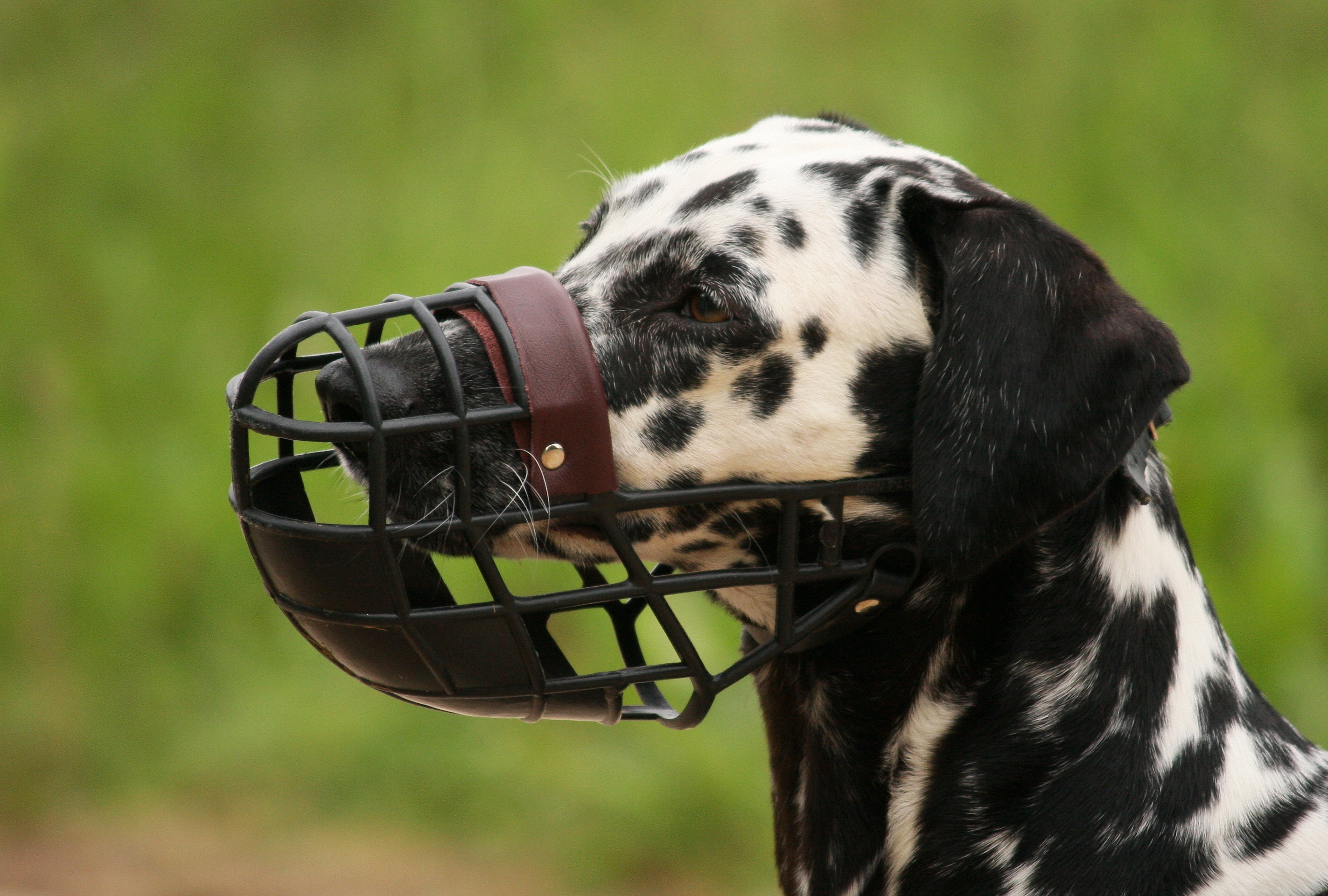
Maulkorb, der Hecheln erlaubt
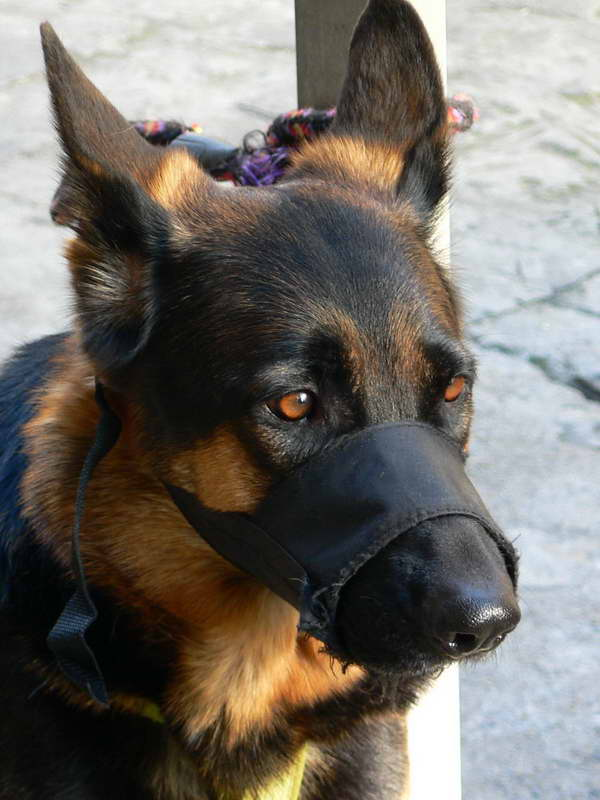
Maulschlaufe, die das Hecheln des Hunds behindert
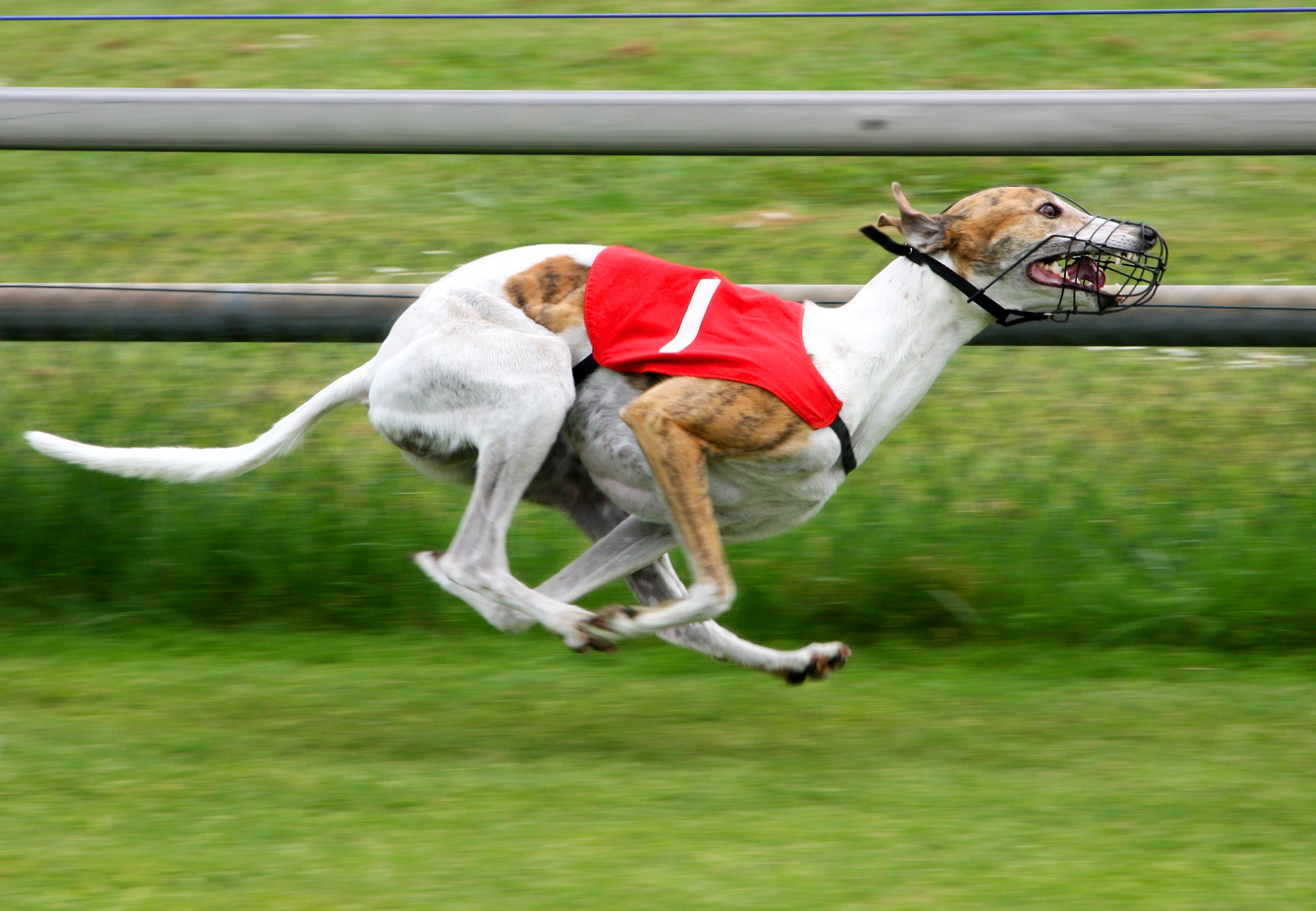
Windhund mit Maulkorb bei einem Windhundrennen

## Maulkorbpflicht
Hunderassen, die in Deutschland zu den Listenhunden gezählt werden, sind durch entsprechende Hundegesetze dazu verpflichtet, auf öffentlichen Plätzen sowie in öffentlichen Verkehrsmitteln einen Maulkorb zu tragen. Darunter fallen unter anderem der American Staffordshire Terrier, American Pitbull Terrier, Bullterrier, Staffordshire Bullterrier, Rottweiler sowie der Tosa Inu. Bestimmte Richtlinien und Verordnungen bezüglich des Tragens eines Maulkorbes sowie der Leinenpflicht können in den unterschiedlichen Bundesländern voneinander abweichen. Von der Maulkorbpflicht können die Hunde unter Umständen nach einer Prüfung befreit werden. Für alle Hunde, die nicht in einem Transportbehälter reisen, besteht in Zügen der Deutschen Bahn Maulkorbpflicht.
Seit Dezember 2019 gilt in öffentlichen Bussen des Fürstentums Liechtenstein eine Maulkorbpflicht. Ausgenommen sind Assistenzhunde sowie Hunde mit einer Schulterhöhe von bis zu 30 cm, die in einem Hundekorb, einer Transportbox oder einer Tasche mitgeführt werden.

## Maulkörbe bei anderen Tieren
Auch bei anderen „beißigen Thieren größerer Art, z. B. den Pferden, Mauleseln, Eseln“ wird ein eher Beißkorb genannter Maulkorb verwendet.